# Kapel der zeelieden (Saint-Valery-sur-Somme)
De Kapel der zeelieden (Frans: Chapelle des marins of Chapelle Saint-Valery) is een kapel in de tot het Franse departement Somme behorende stad Saint-Valery-sur-Somme.

## Geschiedenis
De Heilige Blimont, leerling van Sint-Walricus, liet een kapel bouwen op de plaats van de kluis van Walricus, waarin diens stoffelijk overschot zou worden bewaard. De kapel werd tijdens de Franse Revolutie onteigend en als salpeterfabriek gebruikt. Krachtens het Concordaat van 15 juli 1801 kwam de kapel echter weer in kerkelijke handen.
Vanwege de vervallen staat werd de romaanse kapel in 1880 vervangen door een nieuw gebouw.

## Gebouw

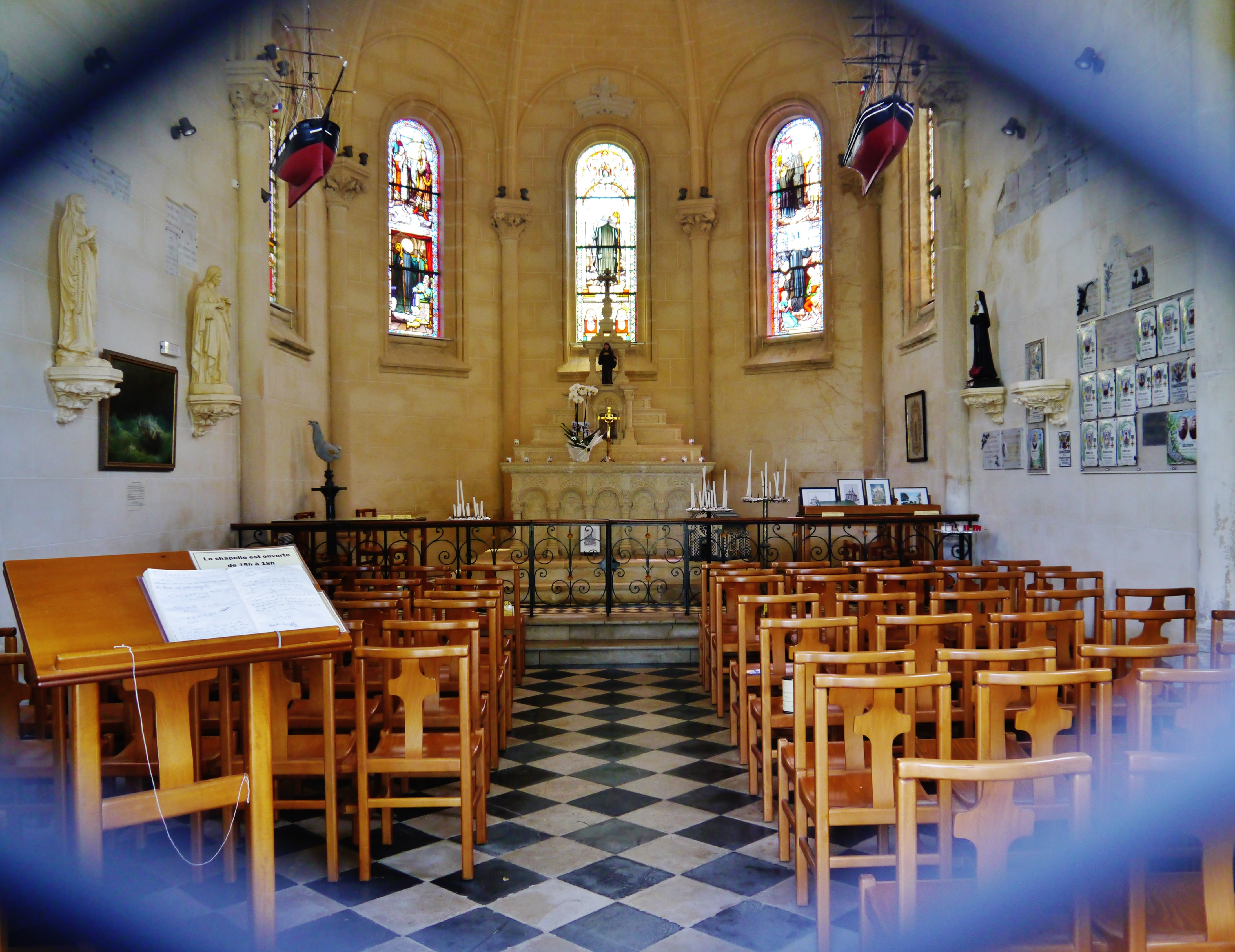
Interieur

De huidige kapel, gelegen op het uitzichtpunt van Cap Hornu, is een neogotisch bouwwerk, uitgevoerd in patronen van witte natuursteen en silex. De kapel heeft een dakruiter en glas-in-loodramen welke episoden uit het leven van Sint-Walricus verbeelden. De kapel bevat diverse votiefschepen, welke door zeelieden zijn geschonken.
Aan de voet van de kapel bevindt zich een miraculeuze bron, de Fidélite, welke, naar verluidt, heilzaam is tegen oogziekten en ook bevorderlijk is voor de trouw tussen echtelieden.